# Даугмале (городище)
Даугмале (латыш. Daugmale) или Даугмальское городище — городище на левом берегу реки Западная Двина (Даугава), в 22 км к юго-востоку от Риги (Латвия).
Археологические раскопки древнего города проводились в 1934 году, 1935—1937, 1966—1970 годах.
Древнейшие находки — бронзовые серпы и каменные орудия датируются концом II тысячелетия до н. э. Укрепления поселения появились в начале нашей эры.
Город существовал с начала X века. Располагался в округе Пуцелене земгальской земли Упмале. У города было несколько сёл — поселения на островах Могиле и Марциньсала и поселение Лавкскола на противоположном берегу Даугавы. В IX — первой половине X века поселение было полностью земгальское. В XI веке Даугмале было уже в значительной степени ливское, тогда же здесь жили и скандинавы. Городище площадью 0,4 га, посад-селище площадью 2 га, гавань, два грунтовых могильника — Даугмалес Ливес (VII—XII века, Земгала-села-латгала-скандинава-Ливское) и Томес Нарыняс (XI—XII века, Ливское).
Расцвет города — 2-я половина X века — 1-я половина XI века, когда поселения с этнически смешанным населением (земгалы, латгалы, ливы, русины и скандинавы) становится центром транзитной торговли и ремёсел. В Даугмале найдено более 190 монет VIII—XII веков (арабские, византийские и западноевропейские), из них 130 являются отдельными находками, 60 в составе кладов. В слоях этого времени найдены жилье, железоплавильные печи (найдено 265 тиглей и их фрагментов), ювелирные и другие мастерские с орудиями труда, хозяйственные постройки, ремесленные изделия, в том числе по восточным и западным образцам, а также различные привозные предметы (стеклянные бусы, бронзовые и серебряные слитки, русские шиферные пряслица и др.), трапециевидная подвеска типа 3 со знаком Рюриковичей. В городе обрабатывали бронзу, олово и серебро — изделия из Даугмале (подвески — фигурки, крестики, миниатюрные топорики и др.) попадаются на территории современных Беларуси, России, Украины и Финляндии.
Упадок города начался с середины XI века и был связан с появлением в Нижнем Подвинье полоцких городов Герцике и Кукейноса. Окончательно город пришел в упадок в концe XII — начале XIII века, когда укреплении Даугмале были разрушены и больше не восстанавливались. Разрушение было связано со строительством немцами Риги, так как Даугмале было её торговым конкурентом. Возможно с этим связано единственное, хотя и косвенное, упоминание Даугмале в источниках — в Хронике Ливонии Генриха Латвийского «Земгальская гавань». В 1200 году папа римский Иннокентий III, под угрозой церковного проклятия, запретил всем торговцам заходить в «Земгальскую гавань» с целью торговли. В той же хронике описан случай, когда за нарушение этого запрета торговец и лоцман корабля были казнены.